# يان بيري (سياسي)
يان بيري هو سياسي بولندي، ولد في 1 أكتوبر 1963 في Przeworsk ‏ في بولندا. نشط حزبياً في حزب الشعب البولندي ‏. وقد انتخب عضو سيم ‏.

## وصلات خارجية
- الموقع الرسمي